# Tomek Oszukaniec i znaczkowy podróżnik
Tomek Oszukaniec i znaczkowy podróżnik (ang. Tommy Tricker and the Stamp Traveller) – kanadyjski film z 1988 roku w reżyserii Michaela Rubbo. Kontynuacją filmu jest Powrót Tomka Oszukańca (1994).

## Fabuła
Tomek Oszukaniec i jego jąkający się kolega Ralph interesują się filatelistyką. Pewnego razu Tomek podkrada Ralphowi drogocenny znaczek. Kiedy chłopiec razem ze swoją siostrą Nancy próbuje go odzyskać, natrafia na kolekcję z 1928 roku. Okazuje się, że z imponującym zbiorem związany jest list autorstwa małego chłopca. Wkrótce rodzeństwo poznaje magiczne zaklęcie, które pozwala przenosić się do miejsc, które przedstawiają znaczki. Dzieci postanawiają odnaleźć zaginionego 75 lat temu podróżnika Charlesa Merriwaethera.

## Obsada
- Anthony Rogers jako Tommy Tricker (Tomek Oszukaniec)
- Lucas Evans jako Ralph James
- Jill Stanley jako Nancy James
- Andrew Whitehead jako Albert
- Paul Popowich jako Cass
- Ron Lea jako Brin James
- Han Yun jako Mai Ling
- Chen Yuen Tao jako Chen Tow
- Catherine Wright jako Cheryl
- Rufus Wainwright jako piosenkarz

## Nagrody
- 1989: Genie Award:
  - Nominacja w kategorii: Najlepszy Scenariusz (Michael Rubbo)
  - Nominacja w kategorii: Najlepsza piosenka (Rufus Wainwright)

## Wersja polska
Wersja wydana na kasetach VHS z angielskim dubbingiem i polskim lektorem.
- Dystrybucja: Vision[2]
- Tekst: Dorota Gałczyńska
- Lektor: Tomasz Knapik

Źródło: